# Der Penny-Markt auf der Reeperbahn
Der Penny-Markt auf der Reeperbahn ist eine Reportage-Reihe von Markus Grün im Auftrag von Spiegel TV Reportage über den Hamburger Penny-Markt auf der Reeperbahn.

## Handlung

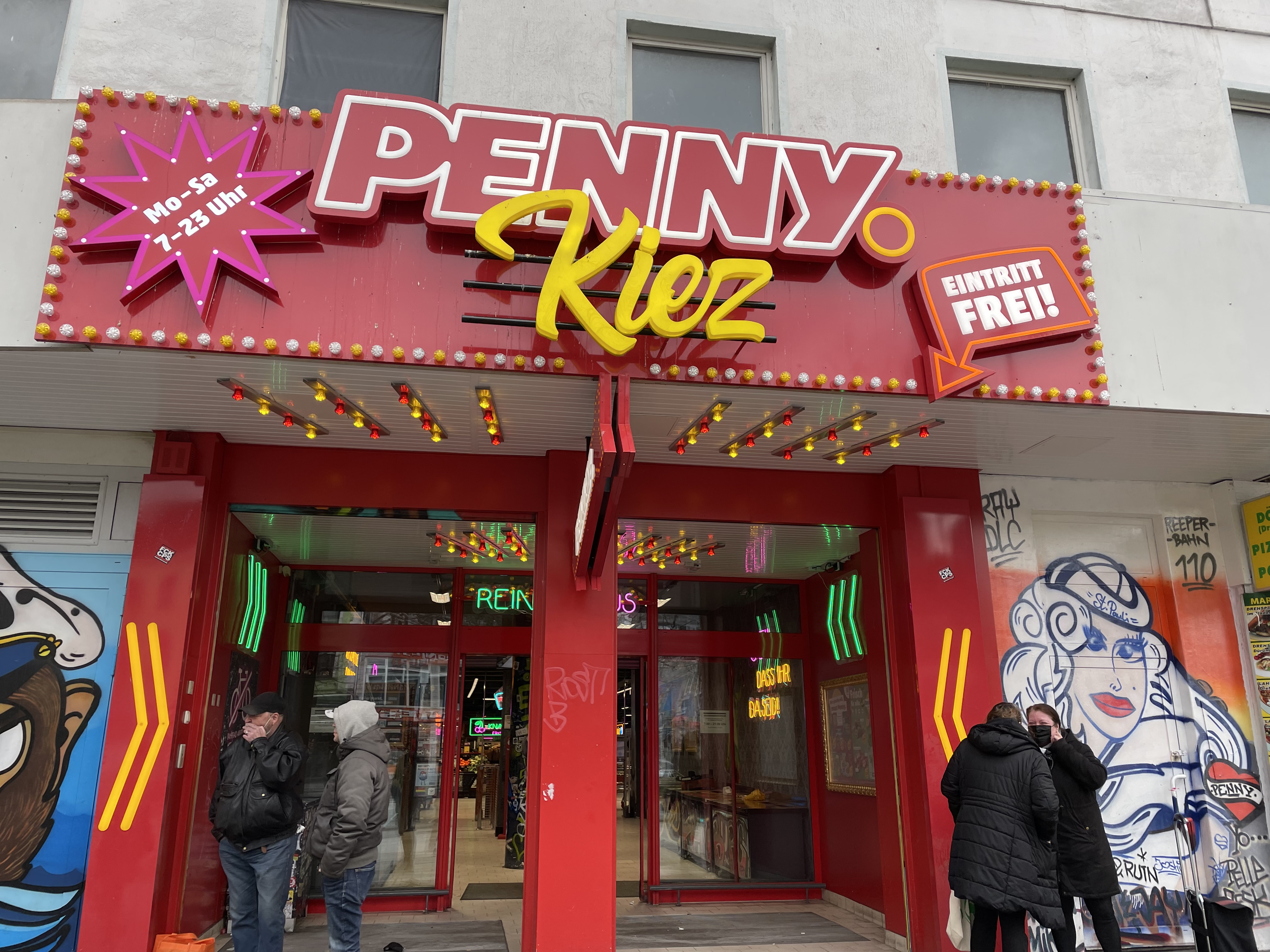
Außenansicht der Penny-Filiale seit Modernisierung 2020

Die Reportage handelt von dem damals täglich bis 23 Uhr geöffneten Penny-Markt auf St. Pauli, der sich im Gebäude des früheren Varietés Allotria befindet. Spiegel-TV-Autor Markus Grün dokumentierte den Tagesablauf dort, der von Diebstahl, Betrunkenen, Armut und viel Chaos geprägt war.

## Produktion und Veröffentlichung
Die vierteilige Reportage wurde 2006 gedreht und erstmals im Januar 2007 im Rahmen der Spiegel TV Reportage auf Sat.1 ausgestrahlt. Unter dem Format Spiegel-TV-Classics veröffentlichte SpiegelTV diese erneut im Jahr 2020 auf dem Webvideoportal YouTube. Die Reportage erwies sich dort als so populär, dass beschlossen wurde, die Serie fortzusetzen. In der Nacht vom 23. auf den 24. November 2021 wurde die Fortsetzung auf Sat. 1 ausgestrahlt. 2022 und 2023 folgten weitere Folgen.

### Episodenliste

#### Staffel 1
| Nr. (ges.) | Nr. (St.) | Originaltitel                             | Erstausstrahlung |
| ---------- | --------- | ----------------------------------------- | ---------------- |
| 1          | 1         | Der Penny-Markt auf der Reeperbahn Teil 1 | 8. Jan. 2007     |
| 2          | 2         | Der Penny-Markt auf der Reeperbahn Teil 2 | 15. Jan. 2007    |
| 3          | 3         | Der Penny-Markt auf der Reeperbahn Teil 3 | 22. Jan. 2007    |
| 4          | 4         | Der Penny-Markt auf der Reeperbahn Teil 4 | 29. Jan. 2007    |

#### Staffel 2
| Nr. (ges.) | Nr. (St.) | Originaltitel                                   |
| ---------- | --------- | ----------------------------------------------- |
| 5          | 1         | Penny Reeperbahn – Neues vom Kult-Discounter    |
| 6          | 2         | Penny auf der Reeperbahn – Der Kult geht weiter |

#### Staffel 3
| Nr. (ges.) | Nr. (St.) | Originaltitel                                         |
| ---------- | --------- | ----------------------------------------------------- |
| 7          | 1         | Crazy Penny – Party im Kult-Discounter                |
| 8          | 2         | Große Freiheit Penny Markt – Chaos im Kiez-Discounter |
| 9          | 3         | Tollhaus Penny-Markt – Offenbarung im Discounter      |

## Rezeption
Anfang 2020 wurden Ausschnitte aus der Reportage als Memes auf Instagram und weiteren sozialen Medien hochgeladen, die sich sehr rasch verbreiteten und schnell mehrere Millionen Aufrufe erhielten. Populär wurde auch die Reportage, die mittlerweile insgesamt rund 20 Millionen Aufrufe auf YouTube verzeichnet. Mit der Spiegel-TV-Reportage erlangte auch der Markt nationale Bekanntheit. Während einer vierwöchigen Schließung im Oktober 2020 wurde der gesamte Markt bis zum 17. November 2020 modernisiert. Olivia Jones weihte dabei die Penny-Filiale ein. Jetzt gestalten Leuchtreklamen, Graffiti, doppeldeutige Wandsprüche sowie Streetart-Gemälde den Discounter.

„Ich lebe und arbeite jetzt seit fast 30 Jahren auf St. Pauli. Der Kiez Penny Markt gehört nicht nur für mich als Anwohnerin fest dazu, sondern auch für meine Gäste. Das merke ich immer wieder bei meinen Kieztouren: Der Penny Kiez ist Kult. Und ich freue mich, dass er jetzt durch den neuen Style noch einzigartiger und unverwechselbarer wird. Dass wir dabei auf Künstler aus der Nachbarschaft gesetzt haben und auch das Soziale nicht zu kurz kommt, lag mir besonders am Herzen.“

Die Darstellungen von Alkoholikern im Rauschzustand und Obdachlosen mit den ironischen Kommentaren des Erzählers, die die Schicksalsschläge der Betroffenen ins Lächerliche ziehen, werden zum Teil kritisiert. Matthias Dell vom Deutschlandfunk verglich die Dokureihe mit einem „90 Minuten langen Meme“.